# 平成大橋 (群馬県)
平成大橋（へいせいおおはし）は、群馬県前橋市を流れる利根川に架かる斜張橋である。同市下石倉町と南町を結ぶ。
その名の通り、平成時代に架橋された事から平成大橋と名づけられた。

## 概要
群馬県では初となる鋼斜張橋で、1990年（平成2年）に完工、1991年（平成3年）4月に開通した1等橋（TL-20）である。橋軸が河川に対して80度の角度が付けられた斜橋となっている。
構造形式は2径間連続鋼斜張橋で橋長は215メートル、全幅員は22メートル、有効幅員は20.5メートル（車道14.5メートル、歩道3メートル×2）である。支間割は89.2メートル、124.3メートルである。主塔の高さは45メートルである。
施工会社は川田工業（現川田テクノロジーズ）である。
橋名は前橋市民の公募により平成大橋に命名された。
本橋梁は特定非営利活動法人シビルまちづくりステーション（旧称ITステーション市民と建設）による「関東地域の橋百選」に選出されている。

## 周辺
前橋刑務所とその関連施設が橋の東詰にある。橋は前橋花火大会における観賞スポットとして人気である。
- 前橋刑務所
- 利根橋公園
- すがはら公園
- 南町公園
- 冷泉院
- 菅原神社
- 下石倉町公民館

## 隣の橋
- 利根川

利根橋 - 両毛線利根川橋梁 - 平成大橋 - 南部大橋 - 昭和大橋